# Caloptilia hemidactylella
Caloptilia hemidactylella là một loài loài bướm thuộc họ Gracillariidae.
Sải cánh từ có khoảng 13 mm. Con trưởng thành bay từ tháng 9.
Ấu trùng ăn các loài Acer campestre.

## Hình ảnh

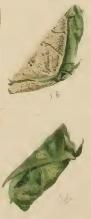
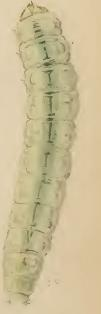